# Dmitrij Andrejevič Muratov
Dmitrij Andrejevič Muratov (rusko Дмитрий Андреевич Муратов), ruski novinar in televizijski voditelj, * 29. oktober 1961.
Muratov je glavni urednik ruskega časopisa Novaja gazeta.
Leta 2021 je skupaj z Mario Resso prejel Nobelovo nagrado za mir za »njuna prizadevanja za zaščito svobode izražanja, ki je predpogoj za demokracijo in trajen mir«.
Muratov je leta 1993 skupaj z več drugimi novinarji soustanovil prodemokratični časopis Novaja gazeta. Od leta 1995 do 2017 je bil glavni urednik časopisa, leta 2019 je ponovno prevzel funkcijo. Časopis je znan po poročanju o občutljivih temah.

## Zgodnje življenje in izobraževanje
Dmitrij Muratov se je rodil 30. oktobra 1961 v ruski družini v mestu Kujbišev (od leta 1991 uradno preimenovano v staro ime Samara).  Pet let je študiral na filološki fakulteti na državni univerzi, kjer se je preusmeril v novinarstvo. Med študijem je navezal stik z lokalnimi časopisi.
Od leta 1983 do 1985 je po diplomi služil v sovjetski vojski kot specialist za varovanje komunikacijske opreme.

## Novaja gazeta
Leta 1993 so Muratov in več kot 50 drugih kolegov iz Komsomolske Pravde odšli, da bi ustanovili svoj časopis z naslovom Novaja gazeta. Njihov cilj je bil ustvariti publikacijo, ki bi bila »pošten, neodvisen in bogat« vir za državljane Rusije, stari časopis komunističnega podmladka mlade Pravde pa se je spremenil v tabloid in je nadaljeval tehnološki book prvega barvnega časnika. Poslanstvo Gazete je bilo izvajati poglobljene preiskave vprašanj človekovih pravic, korupcije in zlorabe moči. Rusija je doživela velike spremembe in Novaja gazeta bi bila skrbela za nadzor in raziskovalno novinarstvo. Časopis je pričel delo z dvema računalnikoma, dvema sobama, tiskalnikom in brez plače za zaposlene. Nekdanji sovjetski predsednik Mihail Gorbačov je velikodušno podaril nekaj svojega denarja iz Nobelove nagrade za mir za plačilo plač in računalnikov za časopis. Tudi kasneje je večkrat finančno podprl projekt, ki je kar nekajkrat ali zmanjšal naklado ali bil izdan le trikrat na teden. 
Od decembra 1994 do januarja 1995 je bil Muratov dopisnik na vojnem območju prve čečenske vojne. Tudi kasneje je časopis velikokrat pokrival zaplete na tem področju.
Leta 1995 je postal vodja uredniškega odbora, to funkcijo je opravljal do leta 2017, ko je dejal, da ne bo kandidiral za ponovno izvolitev. Leta 2019 je Muratov kandidiral in bil ponovno izvoljen za vodjo uredniškega odbora Novaja gazeta.
Odbor za zaščito novinarjev je Novaja gazeta znan kot eden »edinih resnično kritičnih časopisov z nacionalnim vplivom v Rusiji danes«. Muratov je pogosto poročal o občutljivih temah, vključno s kršitvami človekovih pravic, korupcijo na visoki ravni in zlorabo moči. Njegovo politično prepričanje, kot je podpiranje svobode tiska, je povzročilo konflikt s kolegi novinarji in vlado. 
Novaja Gazeta je znana kot časopis raziskovalnih novinarjev, ki so velikokrat doživeli posege v telo in življenje. 
V času Muratova v Novi gazeti je bilo ubitih šest njenih novinarjev. Leta 2000 je bil Igor Domnikov umorjen v stanovanjski hiši v Moskvi. Leta 2001 je Viktor Popkov, sodelavec Nove Gazete, umrl, potem ko je bil ranjen v navzkrižnem streljanju v streljanju v Čečeniji. Leta 2003 je bil Jurij Ščekočikin zastrupljen po preiskavi korupcijskega škandala, v katerega so bili vpleteni visoki ruski uradniki.  Ana Politkovska je bila leta 2006 umorjena v svojem stanovanjskem bloku, potem ko je svojo kariero pokrivala Čečenijo in Severni Kavkaz.  Leta 2009 je bila Anastasija Baburova ustreljena in ubita na ulici, Natalija Estemirova pa je bila ugrabljena in usmrčena.
Muratov je leta 2017 odstopil iz časopisa in se navedel na izčrpanost vodenja časopisa. Muratov je bil kot glavni urednik več kot 20 let. Njegova odsotnost je bila kratka, saj je leta 2019 ponovno prevzel svoj položaj, potem ko je osebje časopisa glasovalo za njegovo vrnitev.

## Nagrade in priznanja
Muratov je odlikovan novinar, ki je prejel številne nagrade in priznanja za svoj prispevek k svoji obrti. Leta 2007 je prejel mednarodno nagrado CPJ za svobodo tiska od Odbora za zaščito novinarjev za njegov pogum pri obrambi svobode tiska pred nevarnostjo. Francoska vlada mu je 29. januarja 2010 podelila priznanje za predanost svobodi novinarjev. Dobil je red legije časti; Najvišje francosko civilno odlikovanje. Muratov je maja 2010 odpotoval na Nizozemsko, da bi prejel nagrado štirih svoboščin za Novaja gazeta. Leta 2016 je Muratov prejel nagrado Zlato pero svobode Svetovnega združenja časopisov in založnikov novic.
Muratov je v intervjuju za Meduzo komentiral, da njegova Nobelova nagrada pripada vsem novinarjem Novaje gazete, ki so bili ubiti zaradi vodenja svojih preiskav: